# Erika (film)
Erika è un film del 1971 diretto da Filippo Walter Ratti.

## Trama
Una graziosa ventenne tedesca, Erika, giunge in un paesino siciliano, ospite dell'anziano barone Giovanni Laurana, già amico della madre.
Libera e spregiudicata - ha avuto precoci esperienze - la giovane non esita a concedersi a Renato, il figlio maggiore del barone, destinato a un matrimonio di convenienza con Concettina, una ragazza del paese. Mentre lo stesso barone, accanito dongiovanni, stenta a frenare la propria attrazione per Erika, il figlio minore, Luca - tornato, dopo una lunga assenza nella casa paterna - si innamora della giovane che, facendogli credere di amare per la prima volta, concede anche a lui le proprie grazie. Alla vigilia del ritorno di Erika in Germania il barone ha un improvviso attacco di paralisi. 
Recatosi a Catania per chiamare un medico, Luca scopre, al ritorno, la giovane tra le braccia di Renato, per cui, disperato, si uccide. Partita Erika, Renato sposa Concettina.

## Colonna sonora
La colonna sonora, composta da Roberto Pregadio facendo largo uso di sonorità lounge è stata pubblicata su CD in edizione limitata nel 2013 dalla Beat Records Company